# Vzhod zahod
Vzhod zahod je prvi samostojni album slovenske pevke Eve Hren, ki je izšel leta 2006 pri založbi Menart Records. Skladbe je aranžiral Marko Mozetič, k ustvarjanju albuma pa je Eva pritegnila še nekaj nekaj elitnih slovenskih instrumentalistov. Spremljevalne vokalistke albuma so Nadja Platnar, Neva Marn in Marija Trampuž.

## Seznam skladb
Na albumu je 10 skladb:
| Št. | Naslov                                                       | Dolžina |
| --- | ------------------------------------------------------------ | ------- |
| 1.  | „Venci vejli‟ (slovenska ljudska/arr. M. Mozetič)            | 3:25    |
| 2.  | „Rekla sva‟ (E. Hren/M. Trampuž/M. Mozetič)                  | 4:01    |
| 3.  | „Kdaj‟ (E. Hren-M. Mozetič/A. Štefančič/M. Mozetič)          | 3:46    |
| 4.  | „Sprehod‟ (E. Hren/A. Bevk-E. Hren/M. Mozetič)               | 4:20    |
| 5.  | „Vzhod zahod‟ (M. Mozetič/E. Hren/M. Mozetič)                | 3:01    |
| 6.  | „Diši‟ (M. Mozetič/M. Trampuž/M. Mozetič)                    | 3:53    |
| 7.  | „Prepih v glavi‟ (E. Hren-M. Mozetič/E. Hren/M. Mozetič)     | 3:32    |
| 8.  | „Ne vidim‟ (E. Hren-M. Mozetič/M. Plešec-E. Hren/M. Mozetič) | 3:10    |
| 9.  | „You Don't Know‟ (E. Hren)                                   | 3:17    |
| 10. | „Po jezeru‟ (M. Vilhar/arr. M. Mozetič)                      | 3:53    |
| 11. | „Boter Jež‟ (J. Bitenc)                                      | 2:39    |

## Zasedba
- Eva Hren – solo vokal, klasična kitara, spremljevalni vokal
- Marko Mozetič – akustična kitara, električna kitara
- Jaka Pucihar – klavir, rhodes
- Aleš Avbelj – bas kitara, kontrabas
- Marko Juvan – bobni
- Martin Janežič – bobni (3, 7)
- Klemen Krajc – bas kitara (3, 7)
- Maja Naveršnik – violina
- Alenka Fabiani – violina
- Tomaž Malej – viola (6)
- Zoltan Kvanka – viola
- Helena Naveršnik – violončelo
- Miro Božič – orglice
- Boštjan Bone – trobenta, krilovka
- Klemen Kotar – tenor saksofon
- Andrej Sraka – pozavna
- Primož Fleischman – sopran saksofon
- Gašper Primožič – harmonika
- Goran Moskovski – tolkala
- Rok Škarabot – tolkala
- Marija Trampuž – spremljevalni vokal
- Iva Stanič – spremljevalni vokal